# Faisà de Latham
El faisà de Latham (Lophura leucomelanos) és una espècie d'ocell de la família dels fasiànids (Phasianidae) que habita al pis inferior dels boscos, garrigues, matolls densos i boscos de bambú de la zona indomalaia, des del nord del Pakistan i Caixmir, cap a l'est, fins a Bhutan i tot el nord de l'Índia, sud de Tibet, Myanmar i Tailàndia.